# Zeit der Träumereien
Zeit der Träumereien (Originaltitel: Álmodozások kora, Alternativtitel: Das Alter der Träumereien) ist der erste Spielfilm des ungarischen Regisseurs István Szabó. Premiere des Films war 1965 bei den Filmfestspielen in Locarno.

## Inhalt
Der Film spielt Mitte der 1960er Jahre in Budapest.
Es geht um eine Gruppe von jungen Leuten, vier Männer und eine Frau, die gerade ihr Studium abgeschlossen haben und gemeinsam Zeit am Plattensee verbringen. Jancsi, der diverse flüchtige Beziehungen zu Frauen hinter sich hat, glaubt in der Rechtsanwältin Eva eine Frau gefunden zu haben, mit der er sein Leben verbringen könnte. Alle sind voller Optimismus und versprechen einander, zusammenzuarbeiten, mit den alten Missständen aufzuräumen und eine bessere Welt zu schaffen. Sie sind überzeugt, dass sie die Fähigkeit haben, die Welt in Ordnung zu bringen und die Fehler ihrer stumpfen und feigen Bosse wiedergutzumachen.
In ihrer Sicht auf das Leben spiegeln sich die unterschiedlichen Erfahrungen der Akteure mit der jüngsten Geschichte ihres Landes: Faschismus, Krieg, Stalinismus und vor allem die Niederschlagung des Aufstands von 1956.
Dass ihre hochfliegenden Pläne nicht gelingen wollen und auch nicht gelungen sind, stellt sich bei der Beerdigung eines ihrer Freunde heraus. Es entwickeln sich zwiespältige Gefühle, inwiefern sie ihre Ideale aufgegeben haben, mit denen sie gestartet sind und wie sehr sie der Prozess des Erwachsenwerdens voneinander entfernt hat.

## Zeitgeschichtlicher Hintergrund
Nach dem Ungarischen Volksaufstand 1956 war Szabó als 18-jähriger Schüler inhaftiert worden, wurde aber „[…] unter der üblichen erpresserischen Auflage freigelassen“, d. h., Szabó konnte in Budapest ein Studium aufnehmen unter der Bedingung, dass er seine Kollegen bespitzelte. Von 1956 bis 1961 studierte er Regie an der Hochschule für Schauspiel- und Filmkunst (SZFE) in Budapest.
Szabó hatte seinen Kurzfilm Koncert während des Studiums gedreht. Als Koncert für einen Oscar nominiert wurde, wurde das Balázs Béla Studio (BBS) auf ihn aufmerksam, und Szabó erhielt die Möglichkeit, dort zu arbeiten.
Das Studio war aus einem Filmclub hervorgegangen, hatte aber kaum Erfolge vorzuweisen. 1961 beschloss der stellvertretende Kultusminister György Aczél, aus dem Studio einen Musterbetrieb für Filmproduktionen zu machen. Neben der Produktion sollte auch die theoretische Weiterbildung gefördert werden und das „politisch-gesellschaftliche Leben der Film- und Fernsehkünstler durch die Organisation von Zusammenkünften und Debatten, das Einladen heimischer und ausländischer Künstler, Politiker und Dozenten“ unterstützt werden. Jungen Regisseuren und Kameraleuten wurden zur Produktion von Kurzfilmen Mittel zur Verfügung gestellt.
Obwohl Filme aus dem Westen damals kaum ins ungarische Kino kamen, vor allem nicht die Filme der Nouvelle Vague, standen sie den Studenten des Studios zur Verfügung.
Als erster großer Erfolg des Studios gilt Szábos Kurzfilm Te/You, den der Kritiker der New York Times „eine Studie über das Gesicht eines verliebten Mädchens“ nannte, der 1963 in Cannes gezeigt wurde und eine Special mention erhielt.
Außer Szabó startete eine Reihe namhafter ungarischer Regisseure, die in der Filmgeschichte zu der Uj hullám (Ungarn Neue Welle 61–69) gezählt werden, ihre Karriere am BBS.

## Produktion und Veröffentlichung
Produziert wurde Zeit der Träumereien an der Budapester Hochschule für Schauspiel- und Filmkunst im Rahmen von Szabós Regiestudium.
Für Judit Halász war es die erste Filmrolle. Szabó setzte sie danach in drei weiteren Filmen ein, das letzte Mal 1980 in Bizalom.
András Bálint, der kurz vor dem Abschluss seines Schauspielstudiums stand, übernahm die männliche Hauptrolle und wurde von Szabó in den nächsten vier Spielfilmen eingesetzt. Seine letzte Rolle unter Szabós Regie war eine Nebenrolle in dem Oscar-nominierten Film Oberst Redl  (1985).
Die Musik komponierte Péter Eötvös, der zu dieser Zeit an der Budapester Franz-Liszt-Musikakademie studierte, unterstützt im Sound-Design von Tibor Balogh, für den es der einzige Beitrag zur Filmmusik blieb.
Die Uraufführung war am 1. August 1965 auf dem Locarno Film Festival, wo er mit einem Vela d'Argento ausgezeichnet wurde. Im Oktober 1965 lief der Film auf dem Filmfestival Mannheim-Heidelberg.
Im DDR-Fernsehen wurde er unter dem Titel Das  Alter der Träumereien am 16. Juli 1977 ausgestrahlt.
In der deutschen Fassung wird Ilona Béres (Eva Halk) von Helga Trümper synchronisiert, András Bálint (Jancsi) von Christian Wolff.
Deutschlandpremiere einer restaurierten Fassung war 2017 am Babylon in Berlin.
2014 brachte das Pariser Studio Malavida eine DVD unter dem Titel L'âge des illusions in ungarischer Sprache mit französischen Untertiteln heraus.

## Rezeption
In der Filmkritik wird häufig auf die Nähe des Films zur Nouvelle Vague, speziell auf Truffaut und Godard hingewiesen. Ein diskreter Hinweis auf Sie küßten und sie schlugen ihn, schreibt Le Monde, deute an, welcher Richtung des Kinos Szabó sich anschließen möchte.
Den Kritiker von Le Monde erinnert Szabós Nüchternheit und Feingefühl an Truffaut, er bemängelt aber gewisse Längen des Films: „Man hat den Eindruck […] dass Istvan Szabo zuviel zu sagen hat, und dass er sich von seinem Thema überrollen läßt.“
Jean-Gavil Sluka schreibt in seiner ausführlichen Filmkritik: „Szabós Stil überrascht durch eine gewisse Weite und Leichtigkeit, große Menschenmengen zu führen (es gibt Legionen von Partys, Umzüge auf Straßen, Leute, die in der Sonne braten), eine wie selbstverständlich gehandhabte Modernität (Jazzstandards, Beweglichkeit der Kamera)“. Szabó entwerfe in seinem Film das Gruppenporträt einer Generation, die ihre ersten eigenen Schritte in eine sich verändernde Welt wage.
Zeit der Träumereien wird zusammen mit dem Film Vater (1967) und dem abschließenden Liebesfilm, gelegentlich als erster Teil einer Trilogie interpretiert, mit der Szabó stilistisch an den „Poetischen Dokumentarismus“ eines François Truffaut anknüpfe.